# Otto Kronthaler
Otto Kronthaler (* 26. September 1957 in Schrobenhausen) ist ein deutscher Klarinettist, Pädagoge und Instrumentenbauer.

## Leben
Kronthaler nahm mit 15 Jahren ersten Klarinettenunterricht beim damaligen Soloklarinettisten der Augsburger Philharmoniker, Georg Lechner. Nach dem Abitur absolvierte er seine Wehrdienstzeit im Münchner Luftwaffenmusikkorps Neubiberg. Hierauf folgte ein Lehramtsstudium für die Realschule mit den Fächern katholische Religionslehre und Musik an der Universität Augsburg. Nach dem Staatsexamen begann er ein privates Klarinettenstudium und absolvierte ein Probespiel bei den Nürnberger Symphonikern, bei denen er eine Festanstellung erhielt. In Folge einer Gesichtslähmung musste er seine Karriere vorerst beenden.
Er begann eine Umschulung als Holzblasinstrumentenmacher, die er mit dem Gesellenbrief abschloss. Mit seiner Ehefrau Johanna Kronthaler machte er sich selbständig und konzipierte völlig neue Klarinetten, die es ihm ermöglichten, wieder als Klarinettist aufzutreten. 1989 unterrichtete er an der Berufsfachschule für Musik Bad Königshofen (Rhön) Klarinette und Saxophon. Danach war er in verschiedenen Orchestern tätig und hatte kammermusikalische und solistische Auftritte. Parallel dazu arbeitete er an seiner Promotionsarbeit, die er im Jahre 2000 an der Hochschule der Künste Berlin abschloss.
Dem ersten Lehrauftrag an der Hochschule für Musik Würzburg folgte eine fast zehn Jahre währende Vertretungsprofessur an der Hochschule für Musik Karlsruhe und ein Lehrauftrag an der Hochschule für Musik und Darstellende Kunst Mannheim. Er arbeitete regelmäßig mit dem Balthasar-Neumann-Ensemble unter der Leitung von Thomas Hengelbrock und dem Concentus Musicus Wien unter der Leitung von Nikolaus Harnoncourt zusammen.
2005 zog er mit seiner Frau und dem Klarinettenbaubetrieb von Bad Neustadt nach Karlsruhe-Durlach. Mit 50 Jahren beendete er seine Lehr- und Konzerttätigkeit und konzentrierte sich auf Neuentwicklungen im Klarinettenbau.

## Veröffentlichungen (Auswahl)
- Das Klarinettenblatt, Otto Kronthaler, Moeck Verlag 1993[5]
- Grundlagen für sinnvolles Klarinette üben – Probleme und Möglichkeiten unter besonderer Berücksichtigung des individuellen Ansatzes, bzw. instrumentenspezifischer Problematiken. Dissertation 2000, HdK Berlin[1]

## Diskografie (Auswahl)
- Trio Giocoso, Rudolf Piehlmayer (Klarinette), Otto Kronthaler (Bassetthorn), Maria-Barbara Nytsch (Klavier), Werke von Schmitt, Poulenc, Schumann, Mendelssohn-Bartholdy, Ambitus 97875[6]
- Bassetthornkonzerte, Otto Kronthaler (Bassetthorn), Radio-Sinfonie-Orchester Krakau, Rudolf Piehlmayer (Dirigent), Ambitus 97933[7]
- Klarinette Light, Otto Kronthaler (Klarinetten), Maria Barbara Nytsch (Klavier), Ambitus 97893[8]
- Würzburger Kammerorchester, Grieg, Debussy, Spohr, Stamitz, Wolfgang Kurz (Dirigent), Otto Kronthaler (Klarinette), Albrecht Holder (Fagott), Elisabeth Anetseder (Harfe), Barbara Cramm (Sopran), G. F. Studio 1997[9]